# Тиберий Эмилий Мамерк
Тиберий Эмилий Мамерк (лат. Tiberius Aemilius Mamercus) — римский политик и военачальник, консул в 470 и 467 до н. э.
Сын Луция Эмилия Мамерка, консула 484, 478 и 473 до н. э.
В 470 до н. э. консул, вместе с Луцием Валерием Потитом. Плебейские трибуны вновь внесли на рассмотрение сената земельный закон, и консулы выступили в его поддержку. По словам Дионисия Галикарнасского, Эмилий был настроен против сената из-за старинной обиды, нанесенной его отцу, которому отказали в триумфе. После того, как Аппий Клавдий провалил законопроект, Эмилий выступил против сабинов, но не добился особого успеха.
В 467 до н. э. был консулом вместе с Квинтом Фабием. Борьба за принятие земельного закона продолжалась, и Эмилий снова оказал плебейским трибунам поддержку. После решения вывести колонию в Анций Эмилий снова направился против сабинов и разграбил их земли.